# Cașin (okręg Bacău)
Cașin – wieś w Rumunii, w okręgu Bacău, w gminie Cașin. W 2011 roku liczyła 2662 mieszkańców.